# Ак юл
«Ак юл» («Светлый путь») — татарский детский журнал, издававшийся в Казани с 15 апреля 1913 г. по 22 января 1916 г. Основал и редактировал журнал детский писатель, переводчик и журналист Фахрелислам Агеев (1887—1938).

## Деятельность журнала, тематика публикаций и авторы
Журнал для детского и юношеского возраста «Ак юл» выходил два раза в месяц, всего увидело свет 74 номера. Девиз журнала гласил: «Будущее татарской нации в руках благовоспитанных детей!»
По своему содержанию журнал «Ак юл» был энциклопедичен: здесь размещались научно-популярные, художественные, публицистические, а также развлекательные материалы.
На страницах данного издания печатались научно-популярные статьи по истории, биологии, географии. В журнале в большом количестве публиковались поучительные рассказы, сказки, стихотворения. Именно на таком нравоучительном чтении воспитывались дети: положительные герои становились для них примерами для подражания, а их поступки служили ориентирами в различных жизненных ситуациях. Для решения задач воспитательного характера, журнал также знакомил юных читателей с биографиями известных личностей, на их примерах прививая детям трудолюбие, стремление к знаниям, активное отношение к жизни. Создатель журнала Ф. Агеев стремился совместить увлекательность материала с серьёзностью своих намерений: пробудить в юных читателях интерес к знаниям и окружающему миру, приобщить их к миру чтения, и при этом не только просвещать, но и активно влиять на становление личности ребят.
С первых же номеров в журнале была выработана чёткая структура содержания. Так, например, в рубрике «Әйләнебездә ниләр бар?» («Что есть вокруг?») в доступной для детей форме печатались небольшие познавательные статьи об окружающем мире. Большим интересом у юных читателей пользовались рубрики «Башваткычлар бүлмәсе» («Комната головоломок») и «Уеннар бүлмәсе» («Игровая комната»), где размещался развлекательный материал: любопытные задачи и занимательные игры для детей, развивающие ребусы и головоломки. Здесь также публиковались имена и фамилии ребят, которые присылали в редакцию свои правильные ответы на предыдущие задания.
В рубрике «Хатлар бүлмәсе» («Комната писем») редакция журнала давала слово своим юным читателям: публиковала их письма, где они рассказывали о своей жизни и увлечениях. Известно, что журнал «Ак юл» достаточно быстро смог завоевать свою аудиторию. Так, из писем, присланных в редакцию и адресованных редактору издания Ф. Агееву, можно узнать, что журнал пользовался огромной популярностью и любовью среди своих подписчиков. Юные читатели в своих сообщениях признавались, что с нетерпением ждут каждый номер журнала и перечитывают его по несколько раз. К 1916 году журнал «Ак юл» стал одним из самых читаемых татарских периодических изданий, его тираж достиг 1400 экземпляров.
Огромной популярности журнала среди юных читателей, безусловно, способствовал и творческий коллектив, привлечённый Ф. Агеевым к сотрудничеству. В журнале «Ак юл» активно работали видные писатели, педагоги, общественные деятели того времени — Ш. Алкин, Ш. Ахмадиев, Г. Исхаки, Ф. Амирхан, Г. Рахим, С. Рахманкулов, С. Сунчелей, Г. Баттал, Г. Шараф, Х. Абульханов, Г. Сайфуллин, З. Ярмаки, Г. Рафиков. Рассказы и стихотворения некоторых молодых авторов, таких как Н. Исанбет, Б. Рахмат, впервые были опубликованы на страницах журнала «Ак юл»,. Впоследствии они стали известными профессиональными писателями, классиками детской книги.
На последних страницах журнала Ф. Агеев очень часто размещал информацию о новых изданиях в области детской литературы, давая возможность детям, а также их родителям быть в курсе книжных новинок. Из сообщений самого журнала известно, что некоторые книги, предназначенные для детского чтения, вместе с отдельными номерами «Ак юл» редакция отправляла юным подписчикам в качестве подарков.
Известно, что после Октябрьской революции, в 1927 году, когда татарский поэт и журналист М. Джалиль стал главным редактором детского журнала «Кечкенә иптәшләр» («Маленькие товарищи»), с просьбой принять участие в работе возглавляемого им журнала он обратился к авторскому коллективу журнала «Ак юл». В своих письмах, адресованных членам редакции «Ак юл», М. Джалиль отмечал достойный вклад, который внесли авторы в развитие этого журнала, называл их «отцами детской литературы», выражал надежду, что они «не пожалеют своего труда» и для становления нового детского издания.
Ф. Агеев, как признанный знаток детской психологии, хорошо осознавал значение наглядности — важнейшей особенности литературы для детей. Каждый номер журнала был хорошо иллюстрирован. На страницах издания размещались как художественные рисунки, так и реальные фотографии, на которых в различных жизненных ситуациях запечатлены дети. Порой занимательные картинки сопровождались короткими забавными надписями. В отдельных номерах редактор Ф. Агеев предлагал ребятам самим придумать названия к иллюстрациям и прислать в редакцию свои варианты ответов. Необходимо заметить, что рисунки для журнала «Ак юл» заказывались издателями в Москве, об этом говорится в одном из обращений редакции к своим читателям, в котором они объясняют задержку выхода очередного номера возникшими почтовыми трудностями — поздним поступлением иллюстративного материала из Москвы.

## Значение издания
Журнал «Ак юл», обладая выраженными просветительскими и гуманистическими началами, служил источником чтения для татарских детей. Пользуясь популярностью у юного поколения, он стал самым читаемым детским журналом, выходившим на татарском языке в дореволюционные годы. В периодической печати того времени отмечалось, что «журнал „Ак юл“ своим богатым и разнообразным содержанием, красивыми и интересными иллюстрациями смог привлечь к себе внимание не только татарской, но и русской читательской аудитории».
Тем не менее, несмотря на огромную популярность журнала среди читателей, в 1916 году «Ак юл» прекратил своё существование. Он был закрыт, как и многие другие органы печати того периода, из-за финансовых трудностей. Появившись благодаря активной деятельности частных лиц, журнал «Ак юл» сыграл важную роль в становлении детской периодической печати. В это время была заложена структура, определены особенности тематического наполнения, заданы цели и задачи татарской детской периодики. Журнал «Ак юл» внёс важный вклад в становление и развитие татарской детской литературы. Редакторы издания, привлекая к работе лучших поэтов и писателей, способствовали объединению литературных сил, созданию произведений, которые очень скоро входили в круг детского чтения. Неоценима была роль детской журналистики и в открытии новых имён: многие молодые авторы, начав свой творческий путь в качестве литературных сотрудников журнала «Ак юл», впоследствии становились классиками детской книги.